# Bertel Krarup
Pour les articles homonymes, voir Krarup.
Bertel Krarup, né à Copenhague (Danemark) le 20 avril 1947, est un historien de la musique danois, recteur depuis 2007 de l'Académie royale danoise de musique à Copenhague.

## Biographie
Bertel Krarup a écrit de nombreux articles sur la musique et les compositeurs, en particulier sur Niels Viggo Bentzon. Il a été membre des comités de rédaction du journal Dansk Musiktidsskrift (da) et du Dansk Årbog for Musikforskning (Annuaire danois de recherche sur la musique), et est un ancien membre du Conseil des arts.